# Quintette avec piano
En musique classique, un quintette avec piano est une œuvre de musique de chambre écrite pour piano et quatre autres instruments. Ce genre musical est particulièrement florissant au XIXe siècle.
Jusqu'au milieu du XIXe siècle, l'instrumentation la plus fréquente comprend un piano, un violon, un alto, un violoncelle et une contrebasse. À la suite du phénoménal succès du quintette pour piano de Schumann en 1842, qui associe le piano à un quatuor à cordes (c'est-à-dire deux violons, un alto et un violoncelle), les compositeurs commencent à adopter l'instrumentation de Schumann. Parmi les quintettes avec piano les plus fréquemment interprétés, à part celui de Schumann, figurent ceux de Franz Schubert, Johannes Brahms, Antonín Dvořák et Dmitri Chostakovitch.

## Le quintette avec piano avant 1842
Alors que les trios avec piano et quatuors avec piano sont fermement établis au XVIIIe siècle par Mozart et d'autres, le quintette avec piano n'apparaît pas comme genre musical propre avant le XIXe siècle. Ses racines remontent à la fin de la période classique, lorsque les concertos pour piano sont parfois retranscrits pour piano avec accompagnement de quatuor à cordes. La musique n'est ordinairement pas composée expressément pour cette combinaison d'instruments avant le milieu du XIXe siècle. Bien que des compositeurs classiques tels que Luigi Boccherini écrivent des quintettes avec piano et quatuor à cordes — ce sera encore le cas d'Antoine Reicha qui écrit à Paris en 1826 un quintette pour pianoforte et cordes en ut mineur —, il est plus habituel au début du XIXe siècle que le piano soit accompagné du violon, de l'alto, du violoncelle et de la contrebasse.
Le premier quintette avec piano écrit pour cette combinaison est le Quintette pour piano en fa mineur op. 41 de Jan Ladislav Dussek (1799) ; des œuvres pour cette combinaison sont également composées par Franz Schubert (le quintette « La Truite » (1819), Johann Nepomuk Hummel (1802, 1816), Ferdinand Ries (1817) et Louise Farrenc (1839, 1840),.

## Schumann et le quintette avec piano romantique

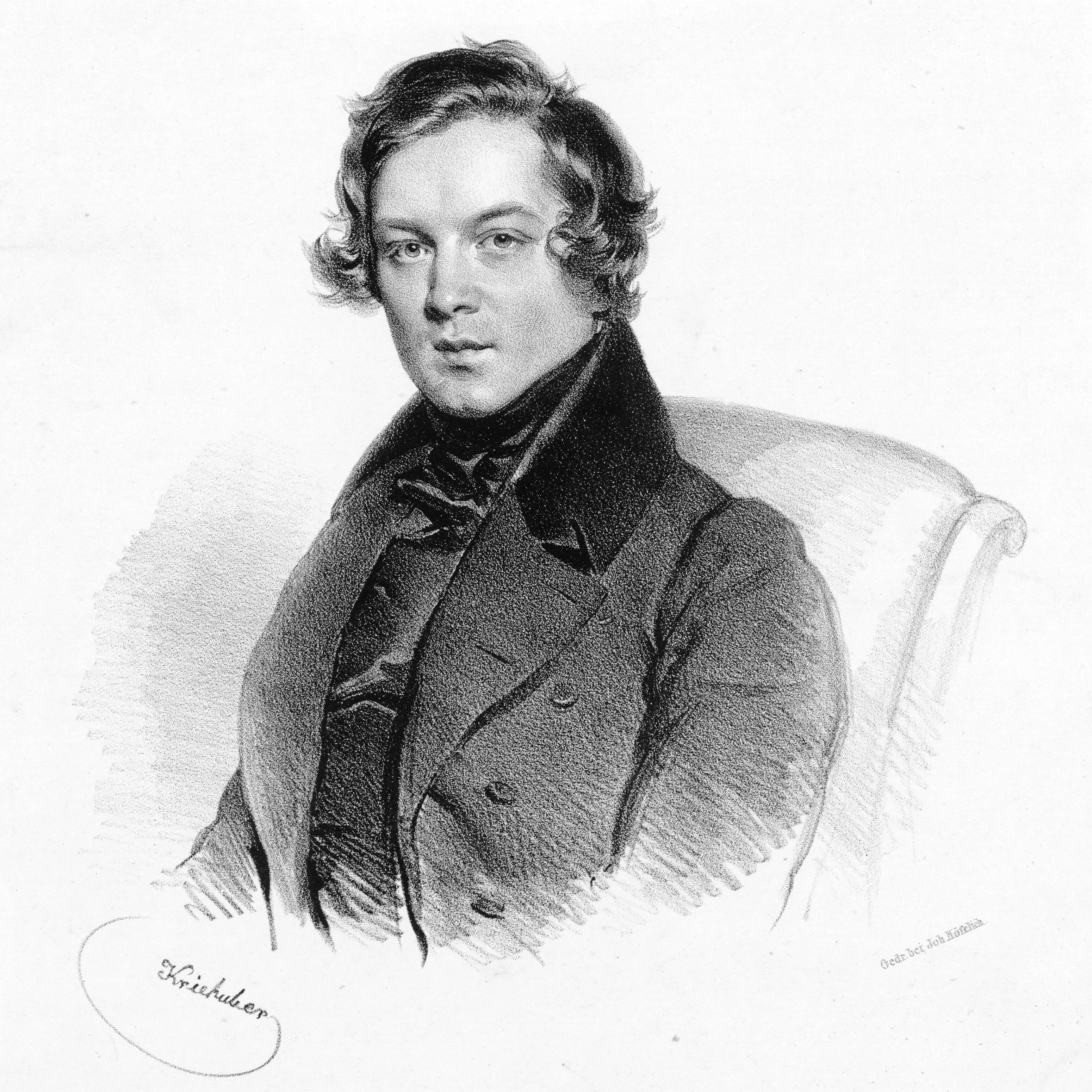
Robert Schumann, lithographie de Josef Kriehuber, en 1839, trois ans avant la composition de son quintette avec piano.

Ce n'est pas avant le milieu du XIXe siècle que le quintette pour piano en mi bémol majeur, op. 44 (1842) de Robert Schumann établit fermement la musique pour piano et quatuor à cordes comme un genre de musique de chambre important et typiquement romantique.
En 1842, le quatuor à cordes a évolué pour devenir le plus important ensemble de musique de chambre et les progrès dans la conception du piano ont élargi sa puissance et sa plage dynamique. En associant piano et quatuor à cordes, le Quintette pour piano de Schumann profite pleinement des possibilités expressives de ces forces en combinaison, alternant passages de conversation entre les cinq instruments avec passages en symphonie concertante dans lesquels les forces combinées des cordes s'opposent au piano. Sous la plume de Schumann, le quintette avec piano devient un genre « suspendu entre sphères publique et privée » alternant entre « éléments quasi-symphoniques et plus proprement de musique de chambre ».
Le quintette de Schumann est immédiatement acclamé et beaucoup imité,. Johannes Brahms est convaincu par Clara Schumann de retravailler une sonate pour deux pianos pour en faire un quintette avec piano. Le résultat, le Quintette pour piano en fa mineur (1864), est l'une des œuvres les plus jouées du genre. De remarquables compositions de César Franck et Antonín Dvořák consolident davantage encore le genre comme « véhicule d'expression romantique par excellence ».

## XXesiècle
Dans la première moitié du XXe siècle, le quintette avec piano attire des compositeurs ayant de fortes racines dans le romantisme, dont Gabriel Fauré, Edward Elgar et Dmitri Chostakovitch, qui tous composent des œuvres remarquables dans le genre. Cependant, contrairement au quatuor à cordes qui reste un genre important pour les compositeurs du XXe siècle, le quintette avec piano acquiert une « image quelque peu conservatrice, loin des développements importants » dans l'expression musicale.

## Liste de compositions pour quintette avec piano
Ce qui suit est une liste partielle des compositions pour quintette avec piano. Toutes les œuvres sont composées pour piano et quatuor à cordes, sauf indication contraire.

### Avant 1800
- Wolfgang Amadeus Mozart
  - Quintette pour piano en mi bémol majeur, K. 452 (pour piano, hautbois, clarinette, cor et basson, 1784)
- Ludwig van Beethoven
  - Quintette pour piano en mi bémol majeur, op. 16 (pour piano, hautbois, clarinette, cor et basson, 1796)
- Luigi Boccherini
  - Quintette avec piano op. 56 no 1 en mi mineur, G 407
  - Quintette avec piano op. 56 no 2 en fa majeur, G 408
  - Quintette avec piano op. 56 no 3 en ut majeur, G 409
  - Quintette avec piano op. 56 no 4 en mi bémol majeur, G 410
  - Quintette avec piano op. 56 no 5 en ré majeur, G 411
  - Quintette avec piano op. 56 no 6 en la mineur, G 412
  - Quintette avec piano op. 57 no 1 en la majeur, G 413
  - Quintette avec piano op. 57 no 2 en si bémol majeur, G 414
  - Quintette avec piano op. 57 no 3 en mi mineur, G 415
  - Quintette avec piano op. 57 no 4 en ré mineur, G 416
  - Quintette avec piano op. 57 no 5 en mi majeur, G 417
  - Quintette avec piano op. 57 no 6 en de majeur, G 418
- Jan Ladislav Dussek
  - Quintette avec piano en fa mineur, op. 41 (pour piano, violon, alto, violoncelle et contrebasse, 1799)

### XIXesiècle
- Antoine Reicha
  - Quintette pour pianoforte et cordes en ut mineur (1826)
- Alexandre Aliabiev
  - Quintette avec piano no 1 en mi bémol majeur
- Elfrida Andrée
  - Quintette avec piano en mi mineur (1865)
- Anton Arensky
  - Quintette avec piano en ré majeur, op. 51 (1900).
- Franz Berwald
  - Quintette avec piano no 1 en ut mineur (1853)
  - Quintette avec piano no 2 en la majeur (1857)
- João Domingos Bomtempo
  - Quintette avec piano en mi bémol majeur op. 16 (1813 ou 1814)
- Alexandre Borodine
  - Quintette avec piano en ut mineur (1862)
- Johannes Brahms
  - Quintette pour piano en fa mineur, op. 34 (1864)
- Max Bruch
  - Quintette avec piano en sol mineur op. post. (1886)
- Alexis de Castillon
  - Quintette avec piano en mi bémol majeur op. 1 (1864)
- George Chadwick
  - Quintette avec piano en mi bémol majeur (1887)
- Camille Chevillard
  - Quintette avec piano en mi bémol mineur op. 1 (1882)
- Samuel Coleridge-Taylor
  - Quintette avec piano en sol mineur, op. 1 (1893)
- Johann Baptist Cramer
  - 2 Quintettes avec piano no 1, avant 1817, no 2 1823 (pour piano, violon, alto, violoncelle et contrebasse)
- Carl Czerny
  - Rondino sur un thème d'Auber pour quintette pour piano, op. 127 (c. 1826)
  - Fantaisie sur thèmes suisses et tyroliens, op. 162 (c. 1825)
  - Grandes variations di bravura sur 'Fra Diavolo', op.232 (c. 1830)
- Ernő Dohnányi
  - Quintette avec piano no 1, op. 1 (1895)
  - Quintette avec piano no 2, op. 26 1914)
- Felix Draeseke
  - Quintette pour piano en si bémol majeur, op. 48, (pour piano, violon, alto, violoncelle et cor; 1888)
- Antonín Dvořák
  - Quintette avec piano no 1 en la majeur, op. 5 (1872)
  - Quintette pour piano no 2 en la majeur, op. 81 (1887)
- Louise Farrenc
  - Quintette avec piano no 1 en la mineur, op. 30
  - Quintette avec piano no 2 en mi majeur, op. 31 (les deux avec contrebasse)
- Zdeněk Fibich
  - Quintette avec piano en ré majeur, op. 42, (pour piano, violon, clarinette, cor et violoncelle 1893)
- Arthur Foote
  - Quintette avec piano en la mineur, op. 38 (1897, publié en 1898)
- César Franck
  - Quintette pour piano et cordes en fa mineur, M. 7 (1879)
- Eduard Franck
  - Quintette pour piano en ré majeur, op. 45 (1882)
- Friedrich Gernsheim
  - Quintette pour piano no 1 en ré mineur, op. 35
  - Quintette pour piano no 2 en si mineur, op. 63, c. 1897)
- Hermann Goetz
  - Quintette pour piano en ut mineur, op. 16 (pour piano, violon, alto, violoncelle et contrebasse; 1874)
- Karl Goldmark
  - Quintette avec piano no 1 en si bémol majeur, op. 30 (1879)[12].
  - Quintette avec piano no 2 en ut dièse mineur, op. 54 (1914?5? publié en 1916)
- Louis Théodore Gouvy
  - Quintette avec piano en la majeur op. 24 (1859)
- Enrique Granados
  - Quintette avec piano en sol mineur, op. 49 (1894)
- Peter Heise
  - Quintette avec piano en fa majeur (1869)
- Heinrich von Herzogenberg
  - Quintette avec piano en ut majeur, op. 17 (1876)
- Johann Nepomuk Hummel
  - Quintette avec piano en mi bémol mineur, op. 87 (pour piano, violon, alto, violoncelle et contrebasse; composé en 1802, publié en 1822)
  - Quintette avec piano en ré mineur, op. 74 (transcrit pour piano, violon, alto, violoncelle et contrebasse du septuor op. 74; 1816)
- Salomon Jadassohn
  - Quintette avec piano no 1 en ut mineur, op. 70 (1883)
  - Quintette avec piano no 2 en fa majeur, op.76 (1884)
  - Quintette avec piano no 3 en sol mineur, op.126 (1895)
- August Klughardt
  - Quintette avec piano en sol mineur, op. 43 (c. 1883)
- Édouard Lalo
  - Quintette avec piano en la bémol majeur (« Quintette fantaisie » en 2 mouvements, 1862)
- Franz Limmer
  - Quintette avec piano en ré mineur, op. 13 (pour piano, violon, alto, violoncelle et contrebasse; c. 1830)
- Giuseppe Martucci
  - Quintette avec piano en ut majeur, op. 45 (1878)
- Vítězslav Novák
  - Quintette avec piano en la mineur, op. 12 (1896)
- George Onslow
  - Quintette avec piano en si mineur, op. 70 (pour piano, violon, alto, violoncelle et contrebasse, 1846)
  - Quintette avec piano en sol majeur, op. 76 (pour piano, violon, alto, violoncelle et contrebasse, 1846)
  - Quintette avec piano (1852)
- Ebenezer Prout
  - Quintette avec piano en sol majeur, op. 3 (publié en 1870)
- Prince Louis Ferdinand de Prusse
  - Quintette avec piano en ut mineur, op. 1 (publié en 1803)
- Joachim Raff
  - Quintette avec piano en la mineur, op. 107 (1862)
- Max Reger
  - Quintette avec piano no 1 en ut mineur (1897–1898)
  - Quintette avec piano no 2 en ut mineur, op. 64 (1901)– 1902)
- Anton Reicha
  - Quintette avec piano en ut mineur (1826)
- Carl Reinecke
  - Quintette avec piano en la majeur, op. 83 (vers 1865)
- Josef Rheinberger
  - Quintette avec piano en ut, op. 114 (1878)
- Ferdinand Ries
  - Quintette avec piano en si mineur, op. 74 (pour piano, violon, alto, violoncelle et contrebasse; 1809)
- Nikolaï Rimski-Korsakov
  - Quintette en si bémol majeur pour piano et vents (pour piano, flûte, clarinette, cor et basson, 1876)
- Anton Rubinstein
  - Quintette avec piano en sol mineur, op. 99 (1876?)
- Camille Saint-Saëns
  - Quintette avec piano en la mineur, op. 14 (1855)
- Franz Schubert
  - Quintette en la majeur, D. 667 (populairement appelé la Truite ; pour piano, violon, alto, violoncelle et contrebasse, 1819)
- Robert Schumann
  - Quintette pour piano en mi bémol majeur, op. 44 (1842)
- Giovanni Sgambati
  - Quintette avec piano no 1 en fa mineur, op. 4 (1886)[13].
  - Quintette avec piano no 2 en si bémol majeur, op. 5
- Jean Sibelius
  - Quintette avec piano en sol mineur (1890)
- Christian Sinding
  - Quintette avec piano en mi mineur. op. 5 (1882 – 1884)
- Louis Spohr
  - Quintette avec piano no 2, op. 130 (1845)
- Charles Villiers Stanford
  - Quintette avec piano en ré mineur, op. 25 (1886)[14].
- Josef Suk
  - Quintette avec piano en sol mineur, op. 8 (1893), révisé en 1915)
- Ferdinand Thieriot
  - Quintette avec piano en ré majeur, op. 20 (1869, éd. révisée 1894)
- Ludwig Thuille
  - Quintette avec piano en sol mineur, sans op. (1880)[15].
  - Quintette avec piano en mi bémol majeur, op. 20 (1901)[16].
- Charles-Marie Widor
  - Quintette avec piano no 1 en ré mineur, op. 7 (1868)[17].
  - Quintette avec piano no 2 en ut, op. 68 (1894)[17].
- Georges Martin Witkowski
  - Quintette avec piano en si mineur (1898)
- Juliusz Zarębski
  - Quintette avec piano en sol mineur, op. 34 (1885)

### 1901 à 1945
- Kurt Atterberg
  - Quintette avec piano en ut majeur, op. 31a (1942, adapté de la symphonie no 6 de 1928)
- Béla Bartók
  - Quintette avec piano (1904)
- Arnold Bax
  - Quintette avec piano en sol mineur (1915)
- Amy Beach
  - Quintette avec piano en fa dièse mineur, op. 67 (1907)
- Wilhelm Berger
  - Quintette avec piano en fa mineur, op. 95 (1904)
- Adolphe Biarent
  - Quintette avec piano en ré mineur (1912)
- Frank Bridge
  - Quintette avec piano en ré mineur (1905, révisé en 1912) ([18]).
- Georgy Catoire
  - Quintette pour piano et quatuor à cordes, op. 28 (1914)
- Dmitri Chostakovitch
  - Quintette pour piano en sol mineur, op. 57 (1940)
- Jean Cras
  - Quintette pour piano et quatuor à cordes en ut majeur (1924)
- Arthur Dennington
  - Quintette avec piano (1923)
- Théodore Dubois
  - Quintette pour piano, violon, hautbois (ou clarinette ou 2e violon), alto et violoncelle en fa majeur (1905)
- Gabriel Dupont
  - Poème pour piano et quatuor à cordes (1911)
- Lucien Durosoir
  - Quintette avec piano en fa majeur (1925)
- Edward Elgar
  - Quintette pour piano en la mineur, op. 84 (1918)
- Georges Enesco
  - Quintette pour piano en la mineur, op. 29 (1940)
- Dorothy Erhart
  - Quintette avec piano en ré majeur (1916)
- Óscar Esplá
  - Quintette pour piano et cordes (1927)
- Gabriel Fauré
  - Quintette pour piano et cordes no 1 en ré mineur, op. 89 (achevé en 1905)
  - Quintette pour piano et cordes no 2 en ut mineur, op. 115 (achevé en 1921)
- Ignaz Friedman
  - Quintette avec piano (1918)
- James Friskin
  - Quintette pour piano en ut mineur (1907)
  - Fantaisie pour quintette avec piano (1910)
- Wilhelm Furtwängler
  - Quintette avec piano en ut majeur (achevé en 1935).
- Reynaldo Hahn
  - Quintette avec piano en fa dièse mineur (1922)
- Roy Harris
  - Quintette avec piano (1936)
- Hamilton Harty
  - Quintette avec piano en fa majeur, op. 12 (1904)
- Jean Huré
  - Quintette avec piano en ré majeur (1907 – 1908)
- Vincent d'Indy
  - Quintette avec piano en sol mineur, op. 81 (1924)
- Mikhail Ippolitov-Ivanov
  - An Evening in Georgia, op. 71 (pour piano, flûte, hautbois, clarinette et basson, 1935)
- Paul Juon
  - Quintette no 1 en ré mineur, op. 33 (1906) avec 2 altos (version avec 2 violons, alto et violoncelle op. 33a)
  - Quintette no 2, op. 44 (1909)
- Charles Koechlin
  - Quintette pour piano et cordes op. 80 (1917 – 21)
- Erich Wolfgang Korngold
  - Quintette avec piano en mi majeur, op. 15 (1921)
- Marcel Labey
  - Quintette avec piano op. 31 (1927 - 1930)
- Paul Le Flem
  - Quintette avec piano en mi mineur (1909)
- Alessandro Longo
  - Quintette avec piano op.3
- Adela Maddison
  - Quintette avec piano (1916)
- Bohuslav Martinů
  - Quintette avec piano, H. 35 (1911)
  - Quintette avec piano no 1, H. 229 (1933)
  - Quintette avec piano no 2, H. 298 (1944)
- Nikolai Medtner
  - Quintette avec piano en ut majeur (commencé en 1903, achevé en 1949). op. posthume.
- Hans Pfitzner
  - Quintette avec piano en ut majeur, op. 23 (1908)
- Mario Pilati
  - Quintette avec piano en ré majeur (1927– 28)
- Norman O'Neill
  - Quintette avec piano en mi mineur op. 10 (1902 - 1903)
- Leo Ornstein
  - Quintette avec piano (1927)
- Dora Pejačević
  - Quintette avec piano en si mineur op. 40 (1918)
- Gabriel Pierné
  - Quintette avec piano en mi mineur op. 41 (1916 – 17)
- Quincy Porter
  - Quintette pour piano (1927)
- Ottorino Respighi
  - Quintette avec piano en fa mineur (1902)
- Ladislas de Rohozinski
  - Quintette en fa mineur (1923), pour deux violons, alto, violoncelle et piano
- Miklós Rózsa
  - Quintette avec piano en fa mineur, op. 2 (1928)
- Philipp Scharwenka
  - Quintette avec piano en si mineur, op. 118 (1911)
- Franz Schmidt
  - Quintette avec piano (main gauche) en sol majeur (1926)
- Florent Schmitt
  - Quintette avec piano en si mineur, op. 51 (1908)
- Kaikhosru Shapurji Sorabji
  - Quintette avec piano no 1 (1919 – 20)
  - Quintette avec piano no 2 (1932 – 33)
- Sergei Taneyev
  - Quintette pour piano en sol mineur, op. 30 (1911)
- Ernst Toch
  - Quintette avec piano, op. 64 (1938)
- Joaquín Turina
  - Quintette avec piano en sol mineur, op. 1 (1907)
- Louis Vierne
  - Quintette avec piano en ut mineur, op. 42 (1917)
- Oscar Vermeire
  - Quintette symphonique en si mineur, op. 25 (1910)
- Anton Webern
  - Quintette avec piano (1907)
- Mieczysław Weinberg [Моисей Самуилович Вайнберг]
  - Quintette avec piano en fa mineur, op. 18 (1944)
- William Gillies Whittaker
  - Among the Northumbrian Hills (1922)
- Ermanno Wolf-Ferrari
  - Quintette avec piano en ré bémol majeur, op.6 (1901)

### 1945–2000
- Thomas Adès
  - Quintette avec piano (2000)
- James Aikman
  - Quintette avec piano (1997)[19].
- Franco Alfano
  - Quintette avec piano en la bémol majeur (1946)
- Grażyna Bacewicz
  - Quintette avec piano no 1 (1952)[20].
  - Quintette avec piano no 2 (1965)[20].
- Ernest Bloch
  - Quintette avec piano no 1 (1923)
  - Quintette avec piano no 2 (1957)
- Elliott Carter
  - Quintette pour piano et quatuor à cordes (1997)
  - Quintette pour piano et vents (1991)
- Ulvi Cemal Erkin
  - Quintette avec piano (1946)
- Morton Feldman
  - Piano et quatuor à cordes (1985)
- Ross Lee Finney
  - Deux quintettes pour piano (no 2 écrit en 1961)
- Beat Furrer
  - Spur (1998)
- Alberto Ginastera
  - Quintette avec piano, op. 29 (1963)
- Otar Gordeli
  - Quintette avec piano (1950)
- Sofia Goubaïdoulina
  - Quintette avec piano (1957)
  - Ein Walzerspass nach Johann Strauss (1989)
- Olivier Greif
  - Quintette avec piano "A Tale of the World" op. 307 (1994)
- Hans Werner Henze
  - Quintette avec piano (1990 - 91)
- Alistair Hinton
  - Quintette avec piano (1980 – 81, 2005 – 10)
- Joonas Kokkonen
  - Quintette avec piano (1951 – 1953)
- Lowell Liebermann
  - Quintette pour piano et cordes op. 34 (1990)
- Krzysztof Meyer
  - Quintette ave piano op. 76 (1991)
- Darius Milhaud
  - Quintette no 1 pour piano et cordes op. 312 (1951)
- Lior Navok
  - Quintette avec piano (2000)
- Nikolaï Peïko
  - Quintette avec piano (1961)
- Walter Piston
  - Quintette avec piano (1949)
- Tobias Picker
  - ’’Nova’’, pour piano avec violon, alto, violoncelle et basse (1979)
  - Quintette avec piano op. 12
- Alan Rawsthorne
  - Quintette avec piano (1968)[21].
- George Rochberg
  - Electrikaleidoscope pour flûte, clarinette, violon, violoncelle & piano/piano électrique (1972)
  - Quintette avec piano (1975)[22].
- Gueorgui Sviridov
  - Quintette avec piano (1945)
- Alfred Schnittke
  - Quintette avec piano (1972 – 1976)
- Boris Tchaïkovski
  - Quintette pour piano (1962)
- Douglas Weiland
  - Quintette avec piano, op. 8 (1988)
- Iannis Xenakis
  - Akea {Άκεα} (1986)

### Après 2001
- Karol Beffa
  - Destroy (2008)
  - Élévation (2010)
  - Ma joue ennemie (2010)
- Stephen Brown
  - Quintette avec piano no 1, Eulogy for Meghan Reid (2009)
  - Quintette avec piano no 2, White Light White Heat (2015)
- Ivan Fedele
  - Accent (2003)
- Jorge Grundman
  - The Toughest Decision of God pour quintette pour piano (2012)
- Shigeru Kan-no
  - Quintette avec piano WVE-180f (2002)
- Claude Ledoux
  - Quintette avec piano (2005)
- Reinhard Seehafer
  - Quintette avec piano (2011)
- Alexander Shchetynsky
  - Épilogue (2008)
- Dave Smith
  - Around and about (2014
- Carlos Stella
  - Hockney's Choclo : 10 variations, imitations and paraphrases on Piazzolla's arrangement of the tango 'El Choclo' after a picture by David Hockney pour accordéon, piano, violon, guitare électrique et basse (2003)
- Julian Wagstaff
  - Quintette avec piano (2004)
- Graham Waterhouse
  - Rhapsodie Macabre (2011)
- Charles Wuorinen
  - Quintette avec piano (1994)
  - Second quintette avec piano (2008)
- Yitzhak Yedid
  - Quintette avec piano Since My Soul Loved, (2006)
  - Piano Quintet Enrique Granados A la Cubana op.36
- Seung Ha You
  - Quintette avec piano et cordes op.1 (2009 – 2011).